# Zulte
Zulte är en kommun i Belgien.   Den ligger i provinsen Östflandern och regionen Flandern, i den västra delen av landet, 60 km väster om huvudstaden Bryssel. Antalet invånare är 15 069. Arean är 33 kvadratkilometer.
Terrängen i Zulte är platt.
Trakten runt Zulte består till största delen av jordbruksmark. Runt Zulte är det ganska tätbefolkat, med 222 invånare per kvadratkilometer.